# シアターねこ
シアターねこは愛媛県松山市緑町の小劇場。2024年（令和6年）8月31日で閉館した。

## 概要
2007年（平成19年）に設立されたNPO法人「シアターネットワークえひめ」が、2012年（平成24年）に松山ロープウェー商店街の近くの旧和光幼稚園の建物を改修して開設した小劇場である。
松山市内には地元劇団などの発表の場として、約300名が収容できる小規模多目的ホール「ラフォーレミュージアム」があったが、1996年（平成8年）に閉館しておりその受け皿となった。
貸しホールだけでなく、地元演劇愛好家向けの講座やワークショップの開催など自主企画事業も行ってきた。また、2014年（平成26年）4月から毎月「シアターねこしんぶん」を発行した。
愛媛県内の舞台芸術拠点となってきたが、2024年（令和6年）8月31日に閉館した。最終公演は二人芝居「留守」であったが、演者の一人が直前に急病となり、代表の山口浩章が急きょ台本を持って代演するリーディングを入れた形式となった。

## 受賞歴
- 地域再生大賞優秀賞（2021年）[4]
- テレビ愛媛賞（2022年度）[5]